# Mistrzostwa Europy w Wioślarstwie 2011 – jedynka kobiet
Jedynka kobiet (W1x) - konkurencja rozgrywana podczas 71. Mistrzostw Europy w Wioślarstwie w bułgarskim Płowdiw, w dniach 16-18 sierpnia 2011 r. W zmaganiach udział wzięło 13 zawodniczek. Zwyciężczynią została czeszka Miroslava Knapková.

## Wyniki

### Legenda
| Q - awans do półfinału/finału A R - awans do repasażów | FB - awans do finału B |

### Eliminacje
Wyścig 1
| Poz. | Zawodnik            | Narodowość | Rezultat | Uwagi |
| ---- | ------------------- | ---------- | -------- | ----- |
| 1    | Julija Lewina       | Rosja      | 7:47,900 | Q     |
| 2    | Ekaterini Nikolaidu | Grecja     | 7:56,970 | Q     |
| 3    | Pauline Bugnard     | Francja    | 8:01,110 | Q     |
| 4    | Teodora Geszewa     | Bułgaria   | 8:06,920 | R     |
| 5    | Anja Šešum          | Słowenia   | 8:36,940 | R     |

Wyścig 2
| Poz. | Zawodnik           | Narodowość | Rezultat | Uwagi |
| ---- | ------------------ | ---------- | -------- | ----- |
| 1    | Miroslava Knapková | Czechy     | 7:40,420 | Q     |
| 2    | Agata Gramatyka    | Polska     | 7:43,590 | Q     |
| 3    | Erika Bello        | Włochy     | 7:49,510 | Q     |
| 4    | Juliane Domscheit  | Niemcy     | 7:56,560 | R     |

Wyścig 3
| Poz. | Zawodnik           | Narodowość | Rezultat | Uwagi |
| ---- | ------------------ | ---------- | -------- | ----- |
| 1    | Donata Vištartaitė | Litwa      | 7:48,110 | Q     |
| 2    | Natalija Dowhod’ko | Ukraina    | 7:53,540 | Q     |
| 3    | Mihaela Petrilă    | Rumunia    | 7:54,870 | Q     |
| 4    | Kaisa Pajusalu     | Estonia    | 7:57,850 | R     |

### Repasaże
| Poz. | Zawodnik          | Narodowość | Rezultat | Uwagi |
| ---- | ----------------- | ---------- | -------- | ----- |
| 1    | Kaisa Pajusalu    | Estonia    | 8:30,150 | Q     |
| 2    | Juliane Domscheit | Niemcy     | 7:35,710 | Q     |
| 3    | Teodora Geszewa   | Bułgaria   | 8:49,090 | Q     |
| 4    | Anja Šešum        | Słowenia   | 8:54,630 |       |

### Półfinały
Wyścig 1
| Poz. | Zawodnik           | Narodowość | Rezultat | Uwagi |
| ---- | ------------------ | ---------- | -------- | ----- |
| 1    | Miroslava Knapková | Czechy     | 7:39,550 | Q     |
| 2    | Julija Lewina      | Rosja      | 7:44,800 | Q     |
| 3    | Natalija Dowhod’ko | Ukraina    | 7:50,830 | Q     |
| 4    | Kaisa Pajusalu     | Estonia    | 7:54,340 | FB    |
| 5    | Erika Bello        | Włochy     | 8:00,050 | FB    |
| 6    | Teodora Geszewa    | Bułgaria   | 8:23,930 | FB    |

Wyścig 2
| Poz. | Zawodnik            | Narodowość | Rezultat | Uwagi |
| ---- | ------------------- | ---------- | -------- | ----- |
| 1    | Donata Vištartaitė  | Litwa      | 7:44,370 | Q     |
| 2    | Agata Gramatyka     | Polska     | 7:46,840 | Q     |
| 3    | Ekaterini Nikolaidu | Grecja     | 7:48,320 | Q     |
| 4    | Mihaela Petrilă     | Rumunia    | 7:51,260 | FB    |
| 5    | Juliane Domscheit   | Niemcy     | 8:03,770 | FB    |
| 6    | Pauline Bugnard     | Francja    | 8:08,220 | FB    |

### Finały
Finał B
| Poz. | Zawodnik          | Narodowość | Rezultat | Uwagi |
| ---- | ----------------- | ---------- | -------- | ----- |
| 1    | Kaisa Pajusalu    | Estonia    | 8:06,340 |       |
| 2    | Erika Bello       | Włochy     | 8:12,770 |       |
| 3    | Juliane Domscheit | Niemcy     | 8:12,840 |       |
| 4    | Pauline Bugnard   | Francja    | 8:14,370 |       |
| 5    | Mihaela Petrilă   | Rumunia    | 8:15,630 |       |
| 6    | Teodora Geszewa   | Bułgaria   | 8:35,570 |       |

Finał A
| Poz. | Zawodnik            | Narodowość | Rezultat | Uwagi |
| ---- | ------------------- | ---------- | -------- | ----- |
| 1    | Miroslava Knapková  | Czechy     | 7:52,030 |       |
| 2    | Julija Lewina       | Rosja      | 7:58,370 |       |
| 3    | Donata Vištartaitė  | Litwa      | 8:02,460 |       |
| 4    | Ekaterini Nikolaidu | Grecja     | 8:09,100 |       |
| 5    | Natalija Dowhod’ko  | Ukraina    | 8:11,180 |       |
| 6    | Agata Gramatyka     | Polska     | 8:17,660 |       |